# Прунешти (Горж)
Прунешти (рум. Prunești) насеље је у Румунији у округу Горж у општини Албени. Oпштина се налази на надморској висини од 365 m.

## Становништво
Према подацима из 2002. године у насељу је живело 222 становника, од којих су сви румунске националности.